# Acuario de Sídney
El Acuario de Sídney (en inglés: Sydney Aquarium o Sea Life Sydney Aquarium) es un acuario público ubicado en la ciudad de Sídney, Nueva Gales del Sur, en Australia. Se encuentra en la parte oriental de Darling Harbour, al norte del puente Pyrmont. Es un miembro de pleno derecho institucional de la Asociación de Zoológicos y Acuarios (ZAA) y la Asociación Mundial de Zoológicos y Acuarios (WAZA).
El acuario contiene una gran variedad de vida acuática australiana, mostrando más de 650 especies que comprenden más de 6.000 peces individuales y otras criaturas del mar y el agua de la mayoría de los hábitats acuáticos de Australia.
Las exposiciones claves en el acuario son una serie de túneles submarinos, de vidrio acrílico donde los tiburones nadan por encima de los visitantes, y se recrea un ambiente de la Gran Barrera de Arrecifes de coral.